# Leucacron interruptum
Leucacron interruptum är en tvåvingeart som beskrevs av Lindner 1966. Leucacron interruptum ingår i släktet Leucacron och familjen vapenflugor.
Artens utbredningsområde är Madagaskar. Inga underarter finns listade i Catalogue of Life.